# Альбрехт Вольфганг Гогенлоэ-Лангенбургский
Альбрехт Вольфганг цу Гогенлоэ-Лангенбург (нем. Albrecht Wolfgang, Graf zu Hohenlohe-Langenburg) (6 июля 1659, Лангенбург — 7 апреля 1715, Лангенбург) — представитель немецкой знати XVII—XVIII веков, 3-й граф цу Гогенлоэ-Лангенбург (1699—1715).

## Биография
Родился 6 июля 1659 года в Лангенбурге. Старший сын графа Фридриха Генриха Гогенлоэ-Лангенбурга (1625—1699) и его второй жены, графини Юлианы Доротеи Кастель-Ремлингенской (1640—1706).
2 июня 1699 года после смерти своего отца Фридриха Генриха Альбрехт Вольфганг стал главой дома Гогенлоэ-Лангенбург и ввел в графстве первородство (принцип наследования титула от отца к старшему сыну). Это означало, что старший сын должен был унаследовать графский титул, а младшие сыновья могли наследовать в случае смерти старшего брата бездетным. С тех пор младшие сыновья, в основном, избирали военную карьеру, например, в имперской армии или других дружественных государствах.
17 апреля 1715 года 55-летний граф Альбрехт Вольфгант скончался в Лангенбурге. Был там же и похоронен.

## Семья
22 августа 1686 года в Лангенбурге Альбрехт Вольфганг женился на графини Софии Амалии (19 сентября 1666 — 29 октября 1736), старшей дочери графа Густава Адольфа Нассау-Саарбрюккена (1632—1677) и Элеоноры Клары Гогенлоэ-Нойенштайн (1632—1709). У них были следующие дети:
- Элеонора Юлиана (31 мая 1687 — 25 октября 1701)[1]
- Фридрих Людвиг (18 августа 1688 — 24 августа 1688)[1]
- Шарлотта София (9 июля 1690 — 10 апреля 1691)[1]
- Филипп (23 марта 1692 — 15 февраля 1699)[1]
- Кристиана (2 декабря 1693 — 8 июля 1695)
- Людвиг (20 октября 1696 — 16 января 1765), 1-й князь Гогенлоэ-Лангенбург (1764—1765), был женат на графине Элеоноре Нассау-Саарбрюккен (1707—1769)
- Шарлотта (19 ноября 1697 — 22 июля 1743)[1]
- Кристиан (22 июля 1699 — 28 августа 1719)[1]
- Альбертина (29 января 1701 — 5 ноября 1773), муж с 4 марта 1727 года принц Филипп Генрих цу Гогенлоэ-Ингельфинген (1702—1781)
- София Фредерика (21 октября 1702 — 24 октября 1734)
- Генриетта (26 сентября 1704 — 24 января 1709)[1]
- Карл Фридрих (6 марта 1706 — 26 мая 1718)[1].